# Love Tyrant
Love Tyrant (恋愛暴君?, Ren'ai bōkun, lett. "La tiranna dell'amore"), anche noto come The Very Lovely Tyrant of Love (lett. "L'adorabilissima tiranna dell'amore"), è un manga scritto e disegnato da Megane Mihoshi, serializzato sul Comic Meteor di Aplix dal 9 maggio 2012. Un adattamento anime, prodotto da EMT Squared, è stato trasmesso in Giappone tra il 6 aprile e il 22 giugno 2017.

## Trama
Il Kiss Note fa innamorare all'istante la coppia i cui nomi vengono scritti su questo potente quaderno, dopo che i due si sono baciati, a prescindere dalle circostanze. Quest'oggetto magico appartiene ad un angelo di nome Guri che di mestiere fa il cupido. Accidentalmente, Guri scrive il nome di Aino Seiji, un normale studente delle superiori, e a meno che lui non baci qualcuno entro 24 ore, lei stessa morirà. Guri convince Seiji a baciare la ragazza che gli piace, Hiyama Akane, la studentessa più popolare della scuola, che si scopre avere forti sentimenti per lui, quasi ossessivi e psicotici.

## Personaggi
Seiji Aino (藍野 青司?, Aino Seiji)
Doppiato da: Kenshō Ono
Seiji è un normalissimo studente liceale, non particolarmente attraente o forte. Innamorato da tempo di Akane, la ragazza più bella e popolare della scuola, ma restio a dichiararsi perché la ritiene oltre le sue possibilità. Dopo aver incontrato Guri e interagito direttamente con Akane, scopre che quest'ultima in realtà non aspettava altro che lui si dichiarasse per potergli confessare il proprio amore e Guri li unisce come coppia con il Kiss Note. Dopo aver scoperto che Akane è una yandere, rimane terrorizzato dal suo lato folle, dato che non esita a sguainare i suoi coltelli per uccidere qualsiasi ragazza si avvicini a lui o pugnalando direttamente lui per gelosia (fortunatamente senza esito visto che, essendosi Guri aggiunta alla loro coppia, non può morire). Seiji tenta di insegnare a Guri ad avere più riguardo per i sentimenti anziché fare coppie a caso senza riflettere, al tempo stesso deve gestire tutti i problemi creati da Guri e da Akane, oltre alla gelosia degli altri maschi della scuola che lo invidiano per avere l'attenzione di diverse belle ragazze. Dopo aver preso consapevolezza dei sentimenti di Yuzu, Guri e Shikimi, decide di prendersi del tempo per se stesso e, infine, decide di sposarle tutte.
Guri (グリ?)
Doppiata da: Yoshino Aoyama
Inizialmente ritenuta uno shinigami da Seiji a causa del suo abbigliamento, in realtà è un angelo, per la precisione un cupido che, scrivendo sul suo Kiss Note i nomi di due persone con una "x" in mezzo, le spinge a baciarsi e a stare insieme, giungendo anche al matrimonio. In realtà quello da shinigami non è altro che un costume visto che è un'appassionata di cosplay. Come viene spiegato in seguito, in realtà il legame che i cupido creano non è permanente, si limita a spingere le due persone a concedersi l'occasione di stare insieme, ma se poi non vi si annidano veri sentimenti allora la relazione è destinata a terminare prima o poi. Guri è un'appassionata dei manga e delle storie yaoi, ragion per cui è solita scrivere sempre i nomi di due maschi. In seguito si interessa anche alle storie yuri. Contatta Seiji perché ha scritto erroneamente il nome di un doppiatore che voleva far innamorare di un altro, perciò gli chiede di darle un nome di un'altra persona da riportare sul quaderno, altrimenti entro 24 ore sarebbe morta. A causa del suo modo errato di spiegare le cose, però, Seiji bacia lei. Dopo avergli spiegato che non serve a nulla, si recano a scuola e Guri capisce che a Seiji piace Akane. Quest'ultima, sentendola rivelare del bacio con Seiji, tenta di ucciderla e, malgrado lei non possa morire, la ferma scrivendo il suo nome sul quaderno, suggellando così la coppia Seiji X Akane. Tuttavia, emozionata per il fatto che Seiji abbia tentato di proteggerla, aggiunge anche il suo nome (e non solo), dando il vita ad una storia amorosa con più ragazze. Il suo atteggiamento noncurante e allegro viene spesso ripreso da Seiji, che cerca di insegnarle ad avere più riguardo per i sentimenti altrui anziché creare coppie a caso. In realtà Guri non è altri che la figlia di Dio e della precedente regina dei Demoni, ragion per cui non solo in lei risiedono due personalità, quella angelica e quella demoniaca, ma è anche la candidata a diventare un giorno il nuovo Dio quando suo padre si ritirerà. La prima volta che si manifesta il suo lato demoniaco, inizia a distruggere tutte le storie d'amore create da Guri tranciando i legami, ma dopo aver ricevuto l'affetto di Seiji anche il lato di demone si affeziona a lui, tanto da chiedergli se sia d'accordo, ogni tanto, a far uscire la parte demoniaca di Guri per poter passare un po' di tempo con lui.
Akane Hiyama (緋山 茜?, Hiyama Akane)
Doppiata da: Manami Numakura
La ragazza più bella e popolare della scuola. Non sorride quasi mai e innumerevoli ragazzi le hanno dichiarato il proprio amore, venendo sempre respinti, anche con la violenza. Akane è, infatti, estremamente forte e agile, con una grande abilità nell'uso dei coltelli e delle armi bianche in generale. Considera molto superficiali i sentimenti dei maschi nei suoi confronti, visto che non la conoscono veramente e si basano sulle apparenze. Tuttavia è segretamente innamorata di Seiji, che incontrò mentre questi era ferito agli occhi (e quindi non poteva vederla), ma si preoccupò comunque per lei ed ella, mostrandogli il suo lato gentile, ricevette diversi complimenti da quest'ultimo, al quale però non rivelò mai il suo nome quel giorno. Akane non aspettava altro che Seiji si dichiarasse a lei, conscia dei suoi sentimenti, ma dopo aver scoperto del bacio tra lui e Guri, si rivela essere una yandere, pronta ad accoltellare a morte qualsiasi ragazza lei ritenga si avvicini troppo a Seiji e anche quest'ultimo se sospetta che la tradisca. Fortunatamente, essendo entrambi immortali per via dell'aggiunta di Guri alla loro coppia nel Kiss Note, Seiji non rischia di morire, anche se prova dolore quando viene colpito. Seiji è l'unica persona che riesca a farla sorridere e stargli vicino è la sola cosa che la renda davvero felice.
Yuzu Kichōgasaki (黄蝶ヶ崎 柚?, Kichōgasaki Yuzu)
Doppiata da: Yūki Nagano
La sorella minore di Akane, di parte di padre. Yuzu era stata educata da sua madre a diffidare della famiglia Hiyama e di Akane, ma Yuzu ritenne Akane una ragazza molto gentile e si affezionò subito alla sorella, contravvenendo alle regole della madre. Yuzu è una siscon (termine giapponese per indicare le persone attratte romanticamente e/o sessualmente dalla propria sorella) ed è anche la stalker di Akane. Odia Seiji prima per gelosia e poi perché, avendo scoperto del Kiss Note, ritiene che l'amore di sua sorella nei suoi confronti sia frutto solo del potere di Guri e non di un vero sentimento. Ciò la porta a rubare il Kiss Note e a scrivere il suo nome insieme a quello della sorella, ma senza alcun effetto visto che solo un angelo può farlo funzionare. Guri, però, lo fa di sua iniziativa rendendo quindi Yuzu parte di quello che prima era un triangolo amoroso Guri X Seiji X Akane. A causa di ciò anche lei non può morire, poiché il potere del quaderno unisce tutti i membri con il medesimo legame. Akane, tuttavia, pur volendo bene alla sorella, non la ricambia e le spiega che i suoi sentimenti per Seiji risalgono a prima del Kiss Note e che nessun potere soprannaturale potrebbe farle provare un amore tanto autentico. Yuzu diventa ancora più gelosa di Seiji, ma conoscendolo e affrontando insieme a lui diverse peripezie si rende conto della sua bontà d'animo e, poco alla volta, finisce con l'innamorarsi di lui, senza però perdere l'affetto per la sorella.
Shikimi Shiramine (白峰 樒?, Shiramine Shikimi)
Doppiata da: Yumi Hara
Cugina di Akane e Yuzu, è una ragazza perfida che adora rubare agli altri ciò a cui tengono di più, che siano oggetti materiali o legami affettivi, spesso seducendo una delle due parti in modo da spezzare il legame di coppia tra le due. Shikimi è molto forte, perfettamente in grado di competere con Akane, e prova un certo sadismo nel ferire gli altri. Shikimi tenta di ingannare Seiji prima e poi Guri dicendo di amare Seiji per farsi aggiungere nel Kiss Note e diventare così immortale, ma Guri percepisce chiaramente che lei non provi alcun affetto e rifiuta. Shikimi da allora inizia a tormentare il gruppo, dopodiché fa un accordo con Lucifero in cambio del diventare un demone, ma il patto salta a causa di Seiji e Guri. Quest'ultima le fa notare che un po' di affetto si cela anche nel suo cuore e che se riuscirà a dimostrare di essere in grado di amare l'aggiungerà nel quaderno. Shikimi, pur mantenendo il suo carattere dispettoso, passa più tempo con Seiji, ma è comunque convinta che nessuno si fiderà mai di lei. Una volta compreso quanto dolore facesse provare agli altri con le sue cattiverie e aver capito che Seiji le crede, Shikimi inizia a sviluppare un sentimento per Seiji che si rivelerà poi essere amore.

## Media

### Manga
Il manga, scritto e disegnato da Megane Mihoshi, ha iniziato la serializzazione sul sito web Comic Meteor di Aplix il 9 maggio 2012. Il primo volume tankōbon è stato pubblicato da Holp Shuppan il 12 marzo 2013 e al 9 dicembre 2016 ne sono stati messi in vendita in tutto dieci.

#### Volumi
| Nº   | Data di prima pubblicazione | Data di prima pubblicazione | Data di prima pubblicazione |
| Nº   | Giapponese                  | Giapponese                  |                             |
| ---- | --------------------------- | --------------------------- | --------------------------- |
| 1    | 12 marzo 2013               | ISBN 978-4-593-85725-8      |                             |
| 2    | 12 aprile 2013              | ISBN 978-4-593-85728-9      |                             |
| 3    | 12 agosto 2013              | ISBN 978-4-593-85748-7      |                             |
| 4    | 12 gennaio 2014             | ISBN 978-4-593-85766-1      |                             |
| 5    | 12 giugno 2014              | ISBN 978-4-593-85782-1      |                             |
| 6    | 12 novembre 2014            | ISBN 978-4-593-85792-0      |                             |
| 7    | 12 maggio 2015              | ISBN 978-4-593-85804-0      |                             |
| 8    | 12 dicembre 2015            | ISBN 978-4-593-85821-7      |                             |
| 9    | 9 agosto 2016               | ISBN 978-4-593-85839-2      |                             |
| 10   | 9 dicembre 2016             | ISBN 978-4-593-85849-1      |                             |
| 11   | 11 aprile 2017              | ISBN 978-4-5938-5858-3      |                             |
| 11.5 | 11 aprile 2017              | ISBN 978-4-5938-5859-0      |                             |
| 12   | 9 dicembre 2017             | ISBN 978-4-5938-5874-3      |                             |
| 13   | 10 maggio 2018              | ISBN 978-4-8667-5011-8      |                             |
| 14   | 10 gennaio 2019             | ISBN 978-4-8667-5044-6      |                             |

### Anime
Annunciato il 9 agosto 2016 sul nono volume del manga, un adattamento anime, prodotto da EMT Squared e diretto da Atsushi Nigorikawa, è andato in onda dal 6 aprile al 22 giugno 2017. Le sigle di apertura e chiusura sono rispettivamente Koi? De ai? De bōkun desu! (恋？で愛？で暴君です！?) e "Suki" o oshiete (「スキ」を教えて?) del duo SmileY inc. (formato da Yuka Ōtsubo e Yuuyu-P). In tutto il mondo, ad eccezione dell'Asia, gli episodi sono stati trasmessi in streaming in simulcast, anche coi sottotitoli in lingua italiana, da Crunchyroll.

#### Episodi
| Nº | Titolo italiano Giapponese 「Kanji」 - Rōmaji | In onda        | In onda |
| Nº | Titolo italiano Giapponese 「Kanji」 - Rōmaji | Giapponese     |         |
| 1  | Mi sono aggiunta anch'io × Wow!! Un amore proibito!! 「私も、参戦します × ほぁー！！禁断の愛ですか！！」 - Watashi mo, sansen shimasu × Ho!! Kindan no ai desu ka!!                                        | 6 aprile 2017  |         |
| 2  | Sniff sniff × Solo io posso… far male a Seiji-kun 「くんすかくんすか × 青司くんを傷つけてもいいのは・・・・私だけなの」 - Kunsuka kunsuka × Seiji-kun o kizutsukete mo ii no wa… watashi dake na no        | 13 aprile 2017 |         |
| 3  | Me la cavo anche da sola! × Macciaoo 「私一人でなんとか出来る！ × チョリーッス」 - Watashi hitori de nantoka dekiru! × Chorīssu                                                                            | 20 aprile 2017 |         |
| 4  | Non perderò mai! × Ma… abbiamo gli stessi interessi? 「絶対負けませんから！ × もしかしてお仲間ですか？」 - Zettai makemasen kara! × Moshikashite onakama desu ka?                                          | 27 aprile 2017 |         |
| 5  | Cos'è l'amore, miao? × Dio si prostra lolol 「'愛'って何かにゃー × 神土下座なうww」 - 'Ai' tte nani ka nyā × Kami dogeza nau ww                                                                            | 4 maggio 2017  |         |
| 6  | Andiamo al mare insieme? × Non è una cosa su cui si debba ragionare 「一緒に海に行かないか？× わかるわからないの問題じゃないでしょ」 - Issho ni umi ni ikanai ka? × Wakaru wakaranai no mondai janai desho | 11 maggio 2017 |         |
| 7  | Il matsuri × Come siamo arrivati a questo?! 「お祭りじゃーい × どうしてこうなったぁ！！」 - Omatsuri jāi × Dōshite kō natta!!                                                                              | 18 maggio 2017 |         |
| 8  | Addio × Siamo rivali, ovviamente! 「さよなら × 恋敵でしょ！！」 - Sayonara × Raibaru desho!! | 25 maggio 2017 |         |
| 9  | Niente… di niente… × C'è solo qualcosa che non va in me… 「全然…何も… × ちょっと、どうかしていました…」 - Zenzen… nani mo… × Chotto, dōka shiteimashita…                                                   | 1º giugno 2017 |         |
| 10 | Passerò qui la notte × Sono diventata grande anch'io 「お泊まりに来ちゃいました × 私だって…成長するんだよ」 - Otomari ni kichaimashita × Watashi datte… seichō surun da yo                                 | 8 giugno 2017  |         |
| 11 | Dove sarà finita? × Mi dispiace per tutti i problemi che ho causato finora 「どこ行ったんだ あいつ × 今まで大変お世話になりました」 - Doko ittan da aitsu × Ima made taihen osewa ni narimashita           | 15 giugno 2017 |         |
| 12 | Giusto! Moriamo! × Finalmente l'ho capito 「そうだ、死にましょう！ × 私やっとわかりました」 - Sō da, shinimashō! × Watashi yatto wakarimashita                                                             | 22 giugno 2017 |         |